# Pezicula acericola

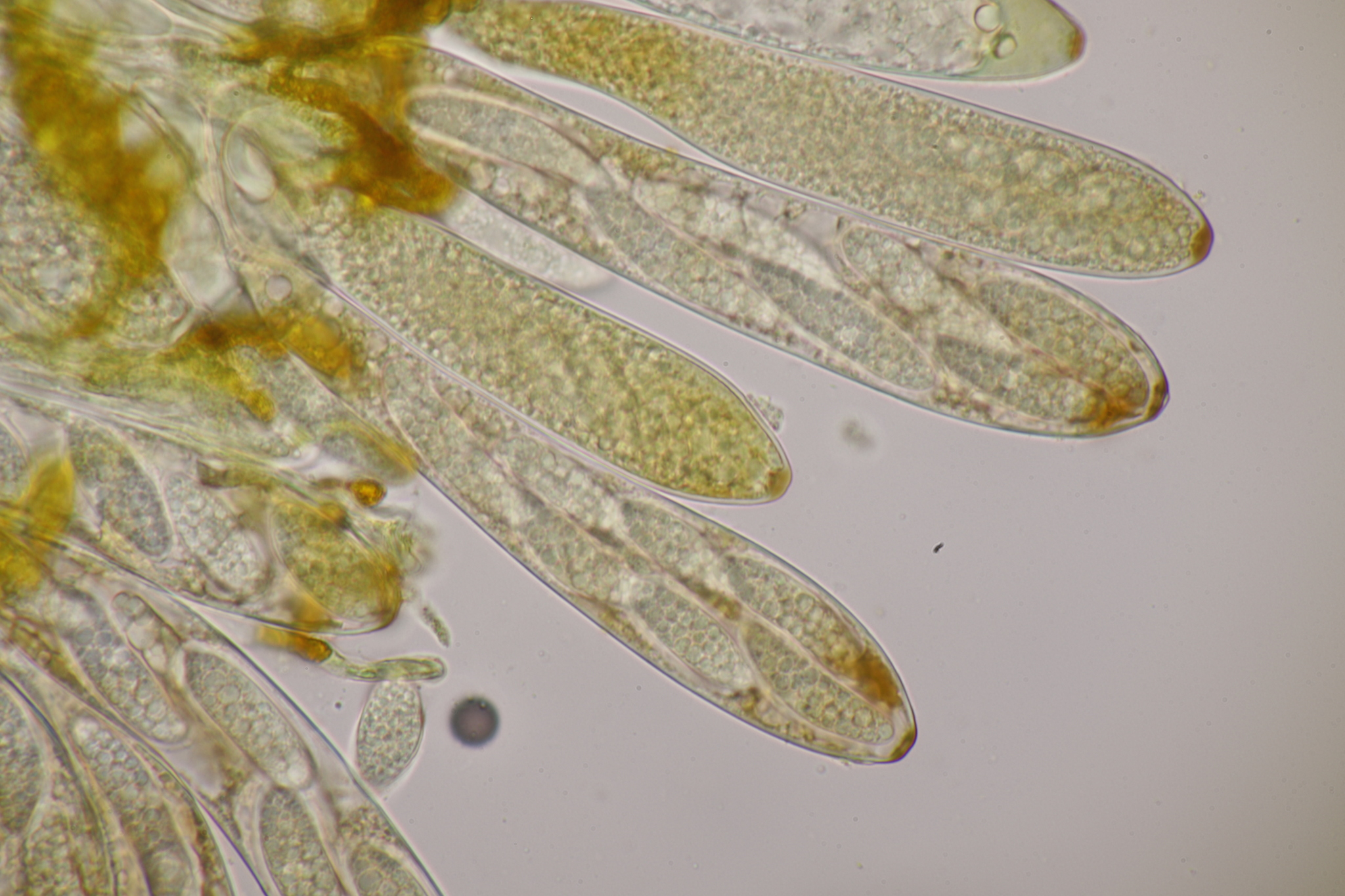
Worki z zarodnikami

Pezicula acericola (Peck) Peck ex Sacc. & Berl. – gatunek grzybów z rodziny Dermateaceae.

## Systematyka i nazewnictwo
Pozycja w klasyfikacji według Index Fungorum: Pezicula, Dermateaceae, Helotiales, Leotiomycetidae, Leotiomycetes, Pezizomycotina, Ascomycota, Fungi.
Po raz pierwszy opisał go w 1873 r. Charles Horton Peck, nadając mu nazwę Nodularia acericola. W 1885 r. Pier Andrea Saccardo i Augusto Napoleone Berlese przenieśli go do rodzaju Pezicula. Synonimy:
- Dermatea acericola (Peck) Rehm 1896
- Nodularia acericola Peck 1873[2].

## Morfologia
Podkładka i owocniki
Apotecja wyrastające na kolistych lub podłużnych podkładkach w skupiskach do 20 sztuk na jednej podkładce, rzadko pojedynczo, siedzące, lub na krótkim trzonie, często na starych owocnikach. Tarczka owocnika początkowo okrągła, płaska, później bardziej nieregularna w zarysie i wypukła, białawo oprószona, w stanie świeżym bladożółta, z wiekiem bladoochrowa, cynamonowa lub brązowa, przeważnie o średnicy 0,4–1,2(–2,0) mm. Podkładka zanurzona w podłożu, żółta do blado pomarańczowobrązowej.
Cechy mikroskopowe
Worki maczugowate do cylindryczno-maczugowatych, o wierzchołku zaokrąglonym lub ściętym, dołem przechodzące w krótki trzonek, 95–135(–174) x 17–24 µm (w widoku z przodu), 8 zarodnikowe. Aparat apikalny w odczynniku Melzera nieamyloidalny w świeżym materiale, ale w eksykatach często amyloidalny. Askospory nierównoboczne, wydłużone od elipsoidalnych do wrzecionowatych (Q = 3,2–3,5), proste lub zakrzywione, końce zaokrąglone lub nieco spiczaste, początkowo szkliste, cienkościenne, bez przegród, wypełnione zielonkawymi kropelkami oleju, o wymiarach średnio 27,1-28,1 × 7,8–8,5 µm, później z 1–3(–5) przegrodami, z pogrubionymi ścianami, bladobrązowe. Często bezpośrednio po wykiełkowaniu tworzą dyskretne lub zintegrowane fialidy w rozgałęzionych i septowanych konidioforach. Konidia cylindryczne, wierzchołek zaokrąglony, podstawa ścięta, szklista, 7,5–11 × 1,5–2 µm. Parafizy nitkowate, septowane, tępe, proste lub rozgałęzione, szkliste, o szerokości 2–2,5 µm; komórki wierzchołkowe nieregularnie napęczniałe do 5–7(–9,5) µm, o gładkich, szklistych ściankach i ziarnistej zawartości, w masie żółtawe.
Na podkładkach tworzy także zagłębione acerwulusy o średnicy 0,5–2,0 mm, zwykle widoczne tylko jako niewielkie wzniesienia kory. Powstają w nich zarówno makrokonidia, jak i mikrokonidia. Makronidia elipsoidalne, proste lub lekko zakrzywione, zaokrąglone na końcach, z wyraźną blizną u podstawy, cienkościenne, szkliste, początkowo bezprzegrodowe, średnio 36,1 × 9,8 µm, w stanie dojrzałym 1–3(-5)-przegrodowe, rzadko murkowate. Mikrokonidia nitkowate, proste lub zagięte w dolnej części, zaokrąglone na wierzchołku, lekko zwężające się w kierunku ściętej podstawy 8–12 × 1–2 µm.

## Zasięg występowania i siedlisko
Występuje głównie w Ameryce Północnej i Europie, kilka stanowisk podano także w Chinach. W Polsce podano kilka stanowisk, pierwsze w 2018 r.
Grzyb nadrzewny, saprotrof. Zanotowano jego występowanie na korze kilku gatunków klonów Acer, derenia Cornus, różanecznika alpejskiego Rhododendron ferrugineum i dębu Quercus serrata.